# Holon
Der Begriff Holon (von griech. ὅλος, hólos und ὀν, on „das Teil eines Ganzen Seiende“) wurde von Arthur Koestler geprägt und bedeutet ein Ganzes, das Teil eines anderen Ganzen ist. Es wird auch als „Ganzes/Teil“ umschrieben. Die Theorie der Holone ist eine eigenständige allgemeine Systemtheorie.
So ist zum Beispiel eine Zelle für sich ein Ganzes, jedoch Teil eines umfassenderen Ganzen, eines Organs, das wiederum Teil des Körpers ist. Eine so entstehende Hierarchie von Holons nennt man nach Koestler Holarchie.
Eine weitere holonische Theorie wurde von Ken Wilber auf Basis von Koestler konzipiert. Nach Wilber hat jedes Holon
- zwei „Triebe“ oder „Tendenzen“: seine Ganzheit zu bewahren („Agenz“) und seine Teilheit zu bewahren („Kommunion“)
- ein „vertikales Vermögen“ zur „Selbstranszendenz“ (Bildung höherer Einheiten) und „Selbstauflösung“ (Zerfall in seine Bestandteile).

Das sind die „vier Triebe“ eines jeden Holons nach Ken Wilber. Die Konzeption von Holons nach Wilber unterscheidet sich in wesentlichen Aspekten von Koestlers Entwurf.
Holare Systeme findet man dieser Interpretation zufolge heute in Philosophie, Physik, Automatisierungstechnik, Ökologie, Soziologie, Ökonomie und Informatik.